# Beringel
Beringel est une paroisse civile portugaise (en portugais : freguesia) de la municipalité de Beja dans le district du même nom en Alentejo. Beringel est la ville natale de la chanteuse Linda de Suza.

## Géographie
Beringel est située dans les plaines de l'Alentejo à 140 km au sud-est de Lisbonne.
Elle est limitrophe de la municipalité de Ferreira do Alentejo.

## Démographie
Lors du recensement de 2021, Beringel compte 1 188 habitants.